# Physalidiella matsushimae
Physalidiella matsushimae är en svampart som först beskrevs av R.F. Castañeda & W.B. Kendr., och fick sitt nu gällande namn av M. Morelet 1995. Physalidiella matsushimae ingår i släktet Physalidiella, divisionen sporsäcksvampar och riket svampar.   Inga underarter finns listade i Catalogue of Life.